# Boris Schwarz
Boris Schwarz (San Pietroburgo, 26 marzo 1906 – New York, 31 dicembre 1983) è stato un violinista, musicologo e insegnante statunitense di origine russa.

## Biografia
Boris Schwarz nacque a San Pietroburgo, il padre Joseph era pianista. Da bambino emigrò con la famiglia a Berlino. Schwarz studiò con diversi insegnanti di spicco, tra cui Carl Flesch a Berlino, Jacques Thibaud e Lucien Capet a Parigi. Parallelamente ha iniziato gli studi universitari di musicologia a Berlino. Dopo essersi esibito in Europa, Schwarz emigrò negli Stati Uniti nel 1936 e prese la cittadinanza statunitense nel 1943. Ha completato gli studi in musicologia e conseguito un dottorato di ricerca presso la Columbia University. Questi studi gli permisero, in seguito, di seguire una brillante carriera di insegnante e di musicologo: dal 1941 al 1976 Schwarz tenne incarichi di docente presso prestigiose scuole di musica, e dipartimenti universitari di musica.
Schwarz è stato un prolifico collaboratore del New Grove's Dictionary of Music and Musicians, scrivendo circa sessanta voci sui violinisti. Ha fatto diversi viaggi in Unione Sovietica per documentarsi a livello musicologico; il suo libro Music and Musical Life in Soviet Russia, 1917- 1970 ha vinto un premio dalla ‘American Society of Composers, Authors and Publishers’ come il miglior libro di critica musicale nel 1973. 
Al 1983, il suo ultimo anno di vita, risale la pubblicazione del suo libro più importante, Great Masters of the Violin. Nella prefazione il violinista Yehudi Menuhin osservò di Schwarz: There can be no more qualified commentator on the violinist, his soul, his character, his interpretation and his life style.
Schwarz è mancato a New York il 31 dicembre 1983, aveva 77 anni.

## Scritti
- Boris Schwarz, French Instrumental Music Between the Revolutions 1789-1830, Columbia University, 1950; rit. New York, Da Capo Press, 1987
- Boris Schwarz, Music and Musical Life in Soviet Russia, 1917- 1970, London, Barrie & Jenkins, 1972
- Boris Schwarz , Il repertorio violinistico, in AA.VV., Gli archi, Milano, Ricordi-BMG, 1995, pp. 104-126; ed. orig. in Stanley Sadie (ed.), The New Grove Dictionary of Music and Musicians, London, Macmillian Press, 1980, 1984, 1989.
- Boris Schwarz, Great Masters of the Violin: From Corelli and Vivaldi to Stern, Zukerman and Perlman, London, Robert Hale, 1983.